# Donato Carabelli
Donato Carabelli (Obino, 1760 – Obino, 1839) è stato uno scultore svizzero.

## Biografia

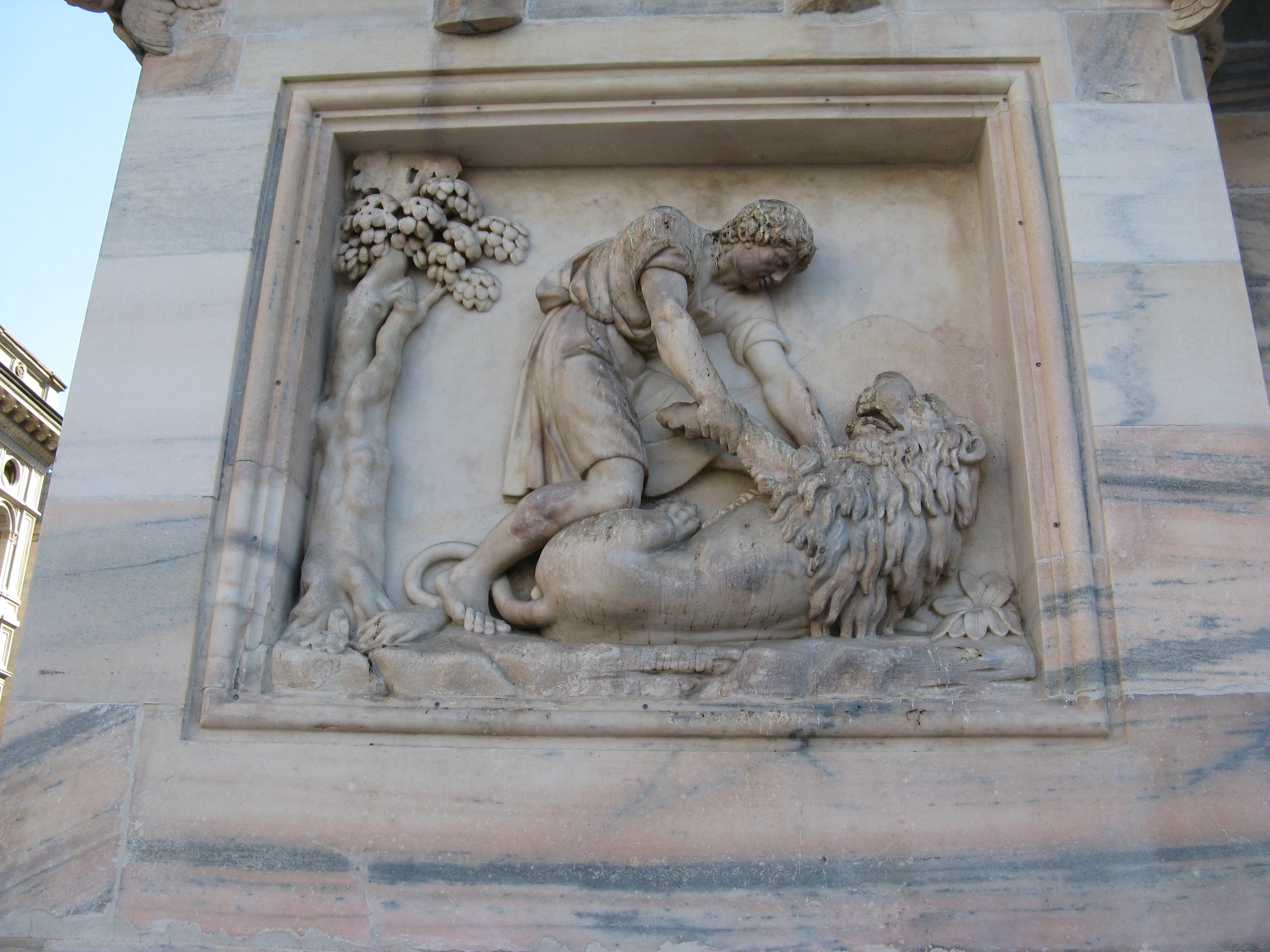
Sansone e il leone, Duomo di Milano

Donato Carabelli discendette da una famiglia di scultori e stuccatori ticinesi attivi in Italia e all'estero, in Portogallo, in Germania, in Austria, in Inghilterra, il cui capostipite fu Antonio Carabelli.
Donato seguì la corrente neoclassica dell'arte, come evidenziano alcune sue opere principali: il bassorilievo raffigurante la storia della Lega Lombarda, sulla facciata del Palazzo Serbelloni in Milano, realizzato assieme allo zio Francesco Carabelli.
Donato e suo zio Francesco lavorarono spesso in coppia alla Veneranda Fabbrica del Duomo di Milano, dove si misero in evidenza per i bassorilievi rappresentanti Gli esploratori che ritornano dalla terra promessa, Daniele nella fossa dei leoni, Lotta di Giacobbe con l'Angelo, per le statue e le cariatidi.
Donato sospese per un po' di tempo la sua collaborazione per la decorazione del Duomo milanese, perché si trasferì in Inghilterra per effettuare le decorazioni del castello Ickworth di lord Bristol nella contea di Suffolk.

## Opere
- Bassorilievo raffigurante la storia della Lega Lombarda, sulla facciata del Palazzo Serbelloni in Milano;
- Bassorilievo Gli esploratori che ritornano dalla terra promessa per la Veneranda Fabbrica del Duomo di Milano;
- Bassorilievo Daniele nella fossa dei leoni per la Veneranda Fabbrica del Duomo di Milano;
- Bassorilievo Lotta di Giacobbe con l'Angelo per la Veneranda Fabbrica del Duomo di Milano.